# Rika vänner
Rika vänner (engelska: Friends with Money) är en amerikansk långfilm från 2006 i regi av Nicole Holofcener, med Jennifer Aniston, Catherine Keener, Frances McDormand och Joan Cusack i rollerna.

## Handling
Olivia (Jennifer Aniston) är en ensamstående hårt arbetande kvinna som jobbar som husa i Los Angeles. Hon har flera rika vänner: Franny (Joan Cusack) - en hemmafru med rik släkt, Christine (Catherine Keener) - en manusförfattare för TV och Jane (Frances McDormand) - en modedesigner. Alla kvinnorna har sina egna problem, men med hjälp av varandra försöker de ta sig igenom livet.

## Rollista
| Jennifer Aniston  | – Olivia          |
| Catherine Keener  | – Christine       |
| Frances McDormand | – Jane            |
| Joan Cusack       | – Franny          |
| Scott Caan        | – Mike            |
| Jason Isaacs      | – David           |
| Simon McBurney    | – Aaron           |
| Greg Germann      | – Matt            |
| Marin Hinkle      | – Maya            |
| Timm Sharp        | – Richard         |
| Jake Cherry       | – Wyatt           |
| Ty Burrell        | – Den andra Aaron |